# 宁博斯特尔
宁博斯特尔是德国石勒苏益格－荷尔斯泰因州的一个市镇。总面积16.37平方公里，总人口599人，其中男性318人，女性281人（2011年12月31日），人口密度37人/平方公里。